# Debbie Harry
Deborah Ann „Debbie“ Harry (* 1. července 1945, Miami) je americká zpěvačka, hudební skladatelka a herečka, známá především jako členka skupiny Blondie. Její nahrávky se skupinou dosáhly na přední příčky hitparád ve Spojených státech amerických a ve Spojeném království v průběhu let 1979 až 2017.
Narodila se v Miami na Floridě, ale vyrůstala v Hawthorne v New Jersey. Po absolvování vysoké školy pracovala na různých pozicích, mimo jiné jako sekretářka ve společnosti BBC v New Yorku, tanečnice a Playboy Bunny, než se prosadila v hudebním průmyslu. V roce 1974 v New Yorku spoluzaložila skupinu Blondie. V roce 1976 skupina vydala své eponymní debutové album a následně do roku 1979 vydala další tři alba, včetně Parallel Lines, která přinesla šest singlů, včetně „Heart of Glass“. Jejich pátá nahrávka, Autoamerican (1980), kterou skupina získala další pozornost a popularitu. Následně nahráli další cover skladby „The Tide Is High“ a „Rapture“, z nichž druhá je považována za první rapovou skladbu, která se umístila na prvním místě ve Spojených státech amerických.
V roce 1981 vydala Debbie Harry své debutové sólové album KooKoo a během doby, kdy nevystupovala se skupinou Blondie, se vydala na hereckou kariéru. Objevila se v hlavních rolích ve filmu Union City (1980) a v hororu Davida Cronenberga Videodrome (1983). Své druhé sólové album Rockbird vydala v roce 1986 a v roce 1988 hrála v kultovním tanečním filmu Hairspray Johna Watersa. Následně do roku 1993 vydala další dvě sólová alba, po jejichž vydání se vrátila k filmu s rolemi v hororu Body Bags režiséra Johna Carpentera a v dramatu Heavy.
Se skupinou Blondie se znovu sešla na konci 90. let, s nimiž vydala album No Exit (1999), následované albem The Curse of Blondie (2003). I po roce 2000 se objevila ve filmech Deuces Wild (2002), Můj život beze mě (2003) a Velebení (2008). V roce 2011 se skupinou Blondie vydala deváté studiové album skupiny Panic of Girls, následované albem Ghosts of Download (2014). Jedenácté studiové album skupiny, Pollinator z roku 2017 se ve Spojeném království umístilo na 4. místě.
Jejím přítelem v době, kdy pracovala v klubu Max's Kansas City, byl bubeník Sanford Konikoff.

## Diskografie
Studiová alba:
- KooKoo (1981)
- Rockbird (1986)
- Def, Dumb & Blonde (1989)
- Debravation (1993)
- Necessary Evil (2007)

## Filmografie výběr
- Deadly Hero (1976)
- Unmade Beds (1976)
- The Blank Generation (1976) (dokument)
- The Foreigner (1978)
- Intimate Stranger (1992)
- Body Bags (1993)
- Dead Beat (1994)
- Drop Dead Rock (1995)
- Heavy (1995)
- Wigstock: The Movie (1995) (dokument)
- Země policajtů (1997)
- Six Ways to Sunday (1997)
- Joe's Day (1998)
- Zoo (1999)
- Red Lipstick (2000)
- The Fluffer (2001)
- Deuces Wild (2002)
- All I Want (2002)
- Anamorph (2007)
- Elegy (2008)
- Hotel Gramercy Park (2008) (dokument)